# 272 f.Kr.

## Händelser

### Efter plats

#### Seleukiderriket
- Den seleukidiske kungen Antiochos I Soter besegras av den egyptiske kungen Ptolemaios II under det första syriska kriget. Ptolemaios II annekterar Miletos, Fenicien och västra Kilikien från Antiochos. Därigenom kan Ptolemaios II utöka det egyptiska styret så långt som till Karien och det mesta av Kilikien.

#### Egypten
- Egyptens segrar konsoliderar kungarikets ställning som östra Medelhavets obestridda sjömakt; den ptolemaiska maktsfären sträcker sig nu från Kykladerna till Samothrakien samt hamnarna och kuststäderna i Cilicia Trachea, Pamfylien, Lykien och Karien.

#### Romerska republiken
- Pyrrhus avresa från södra Italien tre år tidigare leder till att samniternas område slutligen erövras av romarna. Då Tarentum kapitulerar hamnar städerna i Magna Graecia i Syditalien under romerskt inflytande och blir romerska allierade. Därmed dominerar Romerska republiken nu hela Apenninska halvön.

#### Grekland
- Kleonymos, en spartan av kungligt blod, som har blivit utstött av staden Sparta, ber kung Pyrrhus av Makedonien och Epiros att anfalla Sparta, så att han kan få makten där. Pyrrhus går med på denna plan, men ämnar ta kontrollen över Peloponnesos själv. Då en stor del av den spartanska armén under kung Areios I:s befäl befinner sig på Kreta för tillfället har Pyrrhus gott hopp om att lättvindigt kunna inta staden, men medborgarna organiserar kraftigt motstånd. Detta ger en av Antigonos II:s befälhavare, Aminias Fokiern, möjlighet att nå staden med en legostyrka från Korinth. Strax därefter återvänder kung Areios från Kreta med 2 000 man. Dessa förstärkningar gör det spartanska motståndet än hårdare och Pyrrhus, som finner att han förlorar mannar genom desertering varje dag, avbryter anfallet och börjar plundra landsbygden.
- Under plundrandet beger sig Pyrrhus och hans trupper mot Argos. Då de tar sig in i staden genom ett smyganfall, finner Pyrrhus sig själv inblandad i ett förvillande slag mot dess invånare (som får stöd av Antigonos styrkor) på stadens smala gator. Under villervallan kastar en gammal kvinna, som ser på uppifrån ett tak, en takpanna på Pyrrhus, vilket bedövar honom och ger en argisk soldat tillfälle att döda honom.
- När Pyrrhus har stupat i Argos efterträds han som kung av Epiros av sin son Alexander II medan Antigonos II Gonatas återtar den makedoniska tronen, vilken han hade förlorat till Pyrrhus två år tidigare.

#### Indien
- Den mauryiske kejsaren Bindusara skickar Mauryaarmén att erövra de södra områdena i Indien, varvid Kadamba erövras.

## Avlidna
- Pyrrhon, grekisk filosof från Elis, ansedd som den förste skeptikern och inspiration för den inriktning, som kallas pyrrhonismen (född omkring 360 f.Kr.)
- Pyrrhus kung av Molossien (från cirka 297 f.Kr.), Epiros (306-301 och 297-272 f.Kr.) och Makedonien (288-284 och 273-272 f.Kr.); inblandad i dispyter i södra Italien mot romarna och på Sicilien (född 318 f.Kr.)
- Bindusara, indisk kejsare sedan 296 f.Kr. (född 320 f.Kr.)